# Maestro de Castelsardo

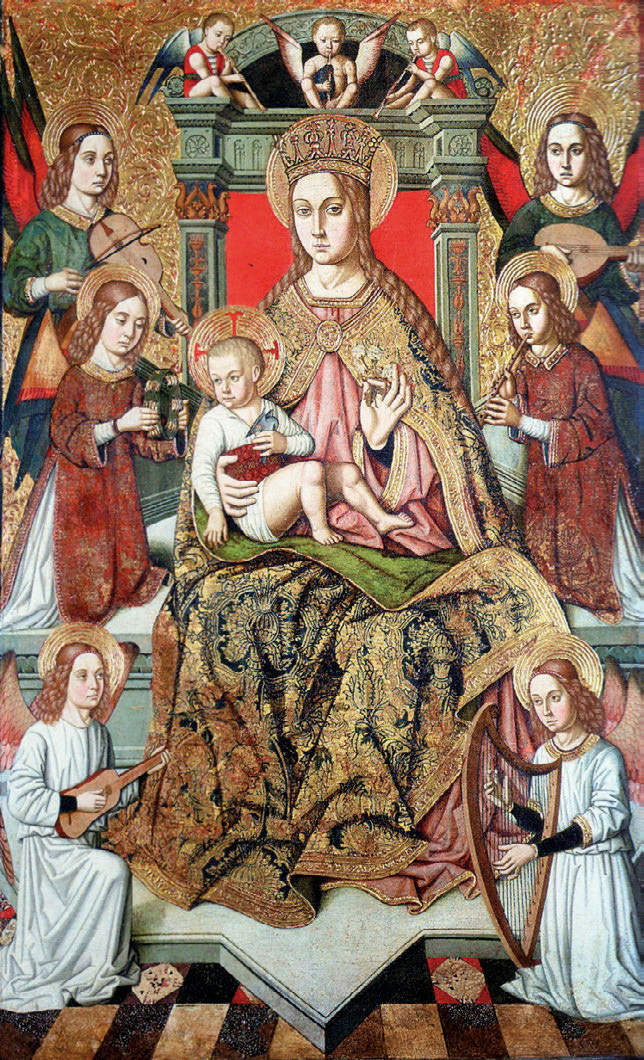
Virgen con Niño y ángeles músicos, del Retablo de Castelsardo. Catedral de San Antonio Abad de Castelsardo.

El Maestro de Castelsardo es un  pintor tardogótico  (presuntamente italiano) de identidad desconocida que vivió entre el siglo XV y XVI.  Los intentos de identificación realizados por algunos historiadores lo relacionan con el artista Martín Torner, mientras que otros piensan que se trata del artista de Cagliari Joacchino Cavaro.. Es autor de varias obras en Cerdeña, Córcega y Cataluña. Se supone que su aprendizaje fue en Barcelona, donde realizó tres tablas del Retablo de San Vicente de Sarrià actualmente expuestas en el Museo Nacional de Arte de Cataluña.
Tuvo su primera formación en Barcelona, quizás en el taller de Jaume Huguet. Alrededor de 1490 se encontraba en Cerdeña, para la realización del Retablo Porciúncula en el claustro de la iglesia de San Francisco a Stampace, ahora dividido en 14 piezas y que se almacenan en la Galería nacional de Cagliari. Exponente de la pintura sardo-catalana, se erige como mediador en Cerdeña entre la pintura gótica de inspiración catalana y el renacimiento italiano y el flamenco.
Su obra desarrollada entre finales del siglo XV y principios del XVI supuso un nuevo capítulo para las artes en Cerdeña, representando un salto cualitativo en la arquitectura de los retablos, que se adaptó a las nuevas necesidades incorporando imágenes de estatuas y suprimiendo el oro de los fondos.
En Castelsardo se encuentra uno de sus retablos más importantes y que fue la referencia para que, en 1926, el crítico de arte Carlo Aru le adjudicara este nombre y le atribuyera el resto de obras. La tabla central, donde se muestra la  Virgen con Niño y ángeles músicos, está ubicada en el altar de la catedral de San Antonio Abad de Castelsardo, y el resto de tablas en el museo Diocesano de la misma ciudad.
El retablo se realizó para la iglesia episcopal del obispado de Ampurias de la isla y fue llevado a Castelsardo cuando en 1503 este obispado se unió para formar la diócesis de Tempio-Ampurias, con catedral en Castelsardo. Se trata de una obra que combina la síntesis de las diferentes influencias que caracterizan la obra del Maestro. Su arte expresa la necesidad de una representación plástica del cuerpo, colocado en un espacio renacentista, pero, que conserva las influencias gótico-flamencas.
El Retablo de Tuili, fue construido hacia 1489, cuando fue consagrada la iglesia de San Pedro de Tuili a la que estaba destinado. El 4 de junio de 1500, firmaron un acta ante el notario Carnicer de Cagliari el matrimonio Giovanni y Violant de Santa Creu, donde se comprometían a proporcionar una renta vitalicia a favor de Nicolás Gessa para pagar la finalización del retablo.

## Obras
- 1475-1500. Virgen con ángeles y comitentes (165,1 x 96,5 cm), que fue la tabla central del Retablo de la iglesia de Santa Rosalía de Cagliari. Se encuentra actualmente en el Birmingham Museum and Art Gallery.[8]
- Antes de 1492. Retablo de Castelsardo, un conjunto repartido entre la catedral de San Antonio Abad de Castelsardo y el museo diocesano de Castelsardo. Las tablas representan la Virgen con Niño y ángeles músicos, un Tetramorfo, un San Miguel y unas tablas con santos que componían la predela.
- 1492. Retablo de Tallano,  en la iglesia de Sainte-Lucie-de-Tallano (Córcega).[9]
- Posterior a 1492. El conjunto parcial de 14 tablas que formaban el Retablo de la Porciúncula para el claustro de la iglesia de San Francisco de Stampace, se encuentra actualmente en la pinacoteca nacional de Cagliari.[10]
- 1498-1500. Retablo de Tuili,  en la iglesia de San Pedro Apóstol de Tuili (5,50 x 3,50 m).[11][12]
- 1500. Tres tablas del Retablo de San Vicente de Sarriá, obra original de Jaume Huguet, actualmente en el MNAC.

|                                                         |
| Retablo de Tuili. Iglesia de San Pedro Apóstol de Tuili |

|                                                                                             |
| San Miguel, tabla correspondiente al Retablo de Castelsardo. Museo diocesano de Castelsardo |

| |
| Flagelación de san Vicente, tabla del retablo de San Vicente de Sarriá. Museo Nacional de Arte de Cataluña |

|                                                                          |
| Virgen con ángeles y comitentes, en el Birmingham Museum and Art Gallery |